# J-Rocks
J-Rocks es una banda de música rock de Indonesia, se formó en el año 2003. La banda está formada actualmente por Iman (Voz principal, guitarra rítmica), Sony (Guitarra solista), Wima (Bajo eléctrico) y Anton (Batería). Su estilo musical está principalmente fuertemente influenciado por un estilo japonés de la música rock. También son conocidos como J-Rockstars. 

## Carrera
En el 2004, J-Rocks compitió en un concurso de música llamado, Nescafe Get Started, en Yakarta que más adelante fueron patrocinados por un sello discográfico, Aquarius Musikindo. Se las arreglaron para ganar la competencia y la oportunidad de contribuir en lanzar un álbum recopilatorio titulado, Nescafe Get Started, que fue el comienzo de su carrera musical con dicho sello discográfico. Finalmente, tuvieron éxito en el lanzamiento de su álbum debut titulado, Topeng Sahabat, lanzado bajo el mismo sello en el 2005 y también colaboraron en dos canciones para una banda sonora de una película titulada "Dealova". Estas canciones que la interpretaron fueron "Serba Salah" y "Into The Silent".

## Discografía

### Álbumes de estudio
- 2005: Topeng Sahabat
- 2007: Spirit

### EP
- 2009: Road To Abbey